# Lečenje distonije
Lečenje distonija  danas, ima veliki broj mogućih pristupa bolesniku i kreće se od  savetovanja i edukacije, preko fizikalne i terapije podrške, preko primene oralnih lekova, intramuskularne injekcija botoksa,  pa sve do raznih neurohirurških postupaka.  Navedene terapijske metode daju mnogo bolje rezultate u lečenju ako se međusobno kombinuju.
Lečenje je retko etiološko zbog nedovoljnih saznanja o etiopatogenezi bolesti, tako da se uglavnom zasniva na simptomatskoj terapiji. 
Oblici distonija  kod kojih se zna uzrok bolesti — poput  L-dopa osetljive distonije, leče se sa dobrim rezultatima. Takođe se i distonije u Vilsonovoj bolesti uspešno leči terapijom osnovne bolest.

## Izbor terapije
Koja od opcija lečenja će biti izabrana zavisi o mnogo faktora:
- starosti bolesnika,
- vrste distonije,
- progresije bolesti,
- neželjenih dejstava izazvanih lekovima,
- psihosocijalnog stanja pacijenta
- mnogih drugih činilaca.[3]

Iako je distonija jedan od najučestalijih poremećaja pokreta, ona u opšoj populaciji nema visoku prevalenciju, pa je njeno rano prepoznavanje, dijagnostika i lečenj od izuzetne važnosti, posebice zbog činjenice da deo bolesnika ostaje neprepoznat, a samim time i nelečen, dugi niz godina, što znatno narušava kvalitetu života.